# Mourad Oganessovitch Mouradian
Pour les articles homonymes, voir Mouradian.
Mourad Oganessovitch Mouradian ou Murad Muradian, né le 26 octobre 1930 et mort le 9 septembre 2015 à Erevan, est un homme politique arménien.
Il est président du comité exécutif (maire) d'Erevan, la capitale de l'Arménie, alors République soviétique, du 1er mai 1975 au 9 décembre 1985.